# 思草紙
《思草紙》（羅馬字：Omoro Sōshi），琉球第二尚氏王朝時期的一部祝詞集，也被沖繩學學者當作是歷史上最早的一部琉歌集，1531年至1623年間由琉球國朝廷主持，編纂而成。原文是以日本平假名記錄的琉球語（其間夾帶少量漢字）。據沖繩學學者伊波普猷考證，在琉球語中是「思考」的意思，是古代琉球群島特有的一種祝詞；而一詞來源於日本語，是「草紙」的意思。
這部祝詞集收集了自12世紀以來琉歌作品，共22卷，記載有關國王、祝女、英雄、詩人、航海者的事跡，以及與風景、天象、戰爭、神話有關的琉歌，還有少量的愛情詩作，有重要史實價值。《思草紙》中所收錄的祝詞，最短的僅有兩行，最長的有四十行，皆為韻文，盛行對句，因此被認為是後世琉歌的起源。但是，《思草紙》中的語言多為琉球古語，在現代的琉球語中已經不使用了。
《思草紙》的編纂，共分有兩個時期。最早是在尚清王時期的1532年，為頌揚先王尚真王的豐功偉業，尚清王下令編纂第一卷。此後70年間編輯中斷。直到1613年，琉球國淪為薩摩藩的附庸國，琉球朝廷處處受到薩摩藩的制約，在政治上無所作為。為維持琉球人的傳統文化和歷史，尚豐王下令編纂第二卷。1613年至1623年間，又陸續編纂至22卷。

## 目錄和編纂時間
| 卷 | 標題 | 編纂時間                | 西曆時間 |
| -- | ---- | ----------------------- | -------- |
| 1  |      | 嘉靖十年                | 1531年   |
| 2  |      | 萬曆四十一年 五月廿八日 | 1613年   |
| 3  |      | 天啓三年癸亥 三月七日   | 1623年   |
| 4  |      | 天啓三年癸亥 三月七日   | 1623年   |
| 5  |      | 天啓三年癸亥 三月七日   | 1623年   |
| 6  |      | 天啓三年癸亥 三月七日   | 1623年   |
| 7  |      | 天啓三年癸亥 三月七日   | 1623年   |
| 8  |      | 天啓三年癸亥 三月七日   | 1623年   |
| 9  |      | 天啓三年癸亥 三月七日   | 1623年   |
| 10 |      | 天啓三年癸亥 三月七日   | 1623年   |
| 11 |      | 天啓三年癸亥 三月七日   | 1623年   |
| 12 |      | 天啓三年癸亥 三月七日   | 1623年   |
| 13 |      | 天啓三年癸亥 三月七日   | 1623年   |
| 14 |      | 天啓三年癸亥 三月七日   | 1623年   |
| 15 |      | 天啓三年癸亥 三月七日   | 1623年   |
| 16 |      | 天啓三年癸亥 三月七日   | 1623年   |
| 17 |      |                         |          |
| 18 |      | 天啓三年癸亥 三月七日   | 1623年   |
| 19 |      | 天啓三年癸亥 三月七日   | 1623年   |
| 20 |      | 天啓三年癸亥 三月七日   | 1623年   |
| 21 |      | 天啓三年癸亥 三月七日   | 1623年   |
| 22 |      |                         |          |

※「／＼」為重復記號。

## 外部連結
- 伊波普猷文庫目錄（該文庫內包含有《おもろさうし》的原文以及伊波普猷編寫的《校註おもろさうし》）
- 伊波普猷《琉球古今記 （页面存档备份，存于）》 (刀江書院，1926年)